# Мозамбикский канареечный вьюрок
Мозамбикский канареечный вьюрок (лат. Crithagra mozambica) — птица семейства вьюрковых.

## Внешний вид
Небольшая птичка с величиной тела 11-13 см. У самцов окраска спины зеленовато-бурого цвета, такого же цвета маховые перья, бока горла, «усы», «уздечка» и полоска, идущая от глаз к затылку. Нижняя часть тела, лоб и «брови» яркого лимонно-жёлтого цвета. Окраска самок тускловатая, но достаточно яркая, на горле имеется «ожерелье» из тёмных крапин буроватого цвета.

## Распространение
Обитает в Зимбабве, Замбии, Мозамбике, на морских побережьях Кении, в Танзании.

## Образ жизни
Населяют разреженные леса, саванны, а также сады и парки. Вне периода размножения они ведут стайный образ жизни. Полёт у них лёгкий и быстрый. Самцы очень хорошо поют. Голос их громкий и звучный, состоящий из звонких трелей. Иногда отдельные звуки похожи на флейтовые. При пении трепещут крыльями. Кормятся преимущественно на земле мелкими семенами, предпочитая злаковые, а также различными насекомыми и их личинками.

## Размножение
Сезон размножения продолжается с января по апрель. Во время брачных игр самец гоняется за самкой, они ссорятся. Это происходит до тех пор, пока самец не возьмёт в клюв травинку и не положит её на место, где будет гнездо. Тогда самка начинает летать вокруг поющего самца, садится на ветку, прижимается к ней и происходит спаривание. Гнездо строит самка. Строительным материалом служит тонкое мягкое перо и мелкое сено. В кладке 3-4 белых с красновато-бурыми крапинками яйца. Период инкубации 13 дней, а в 20-дневном возрасте птенцы покидают гнездо. Самка сама выкармливает потомство. Самец обычно принимает активное участие в выращивании потомства, а на время кормёжки самки заменяет её, обогревая кладку или птенцов.

## Содержание
Эти птицы издавна привлекали внимание любителей. Их легко содержать и разводить. В Европу мозамбикских вьюрков стали завозить в XVIII веке, но до сих пор ещё не выведено ни одной определённой домашней породы. Известны гибриды с канарейкой и серым африканским вьюрком. Продолжительность жизни — 14-15 лет.